# Флюгер Вильда
Флюгер Вильда — комбинированный метеорологический прибор для измерения направления и скорости ветра, сконструированный Г. И. Вильдом. Совмещает конструкции флюгера и анемометра.

## Описание
Прибор состоит из
- мачты высотой 8…10 метров с вертикальной осью для флюгарки[2]
- горизонтальной неподвижной 8-лучевой шкалы (звезды) с буквой «N» или «С» у штифта, направленного на север — для  определения направления ветра
- подвижной флюгарки (например, железного прута) с прикрепленными на ней 2 лопастями и противовесом — для указания направления ветра
- дугообразно изогнутой в вертикальной плоскости шкалы с штифтами-делениями на верхушке флюгарки — для измерения скорости ветра
- «ветромерной доски» на горизонтальной оси на верхушке флюгарки рядом с дугообразной шкалой — для указания скорости ветра (при штиле ветромерная доска свешивается вертикально вниз, при ветре — отклоняется от вертикали, указывая на определённое деление дугообразной шкалы)

## История
Первая конструкция анемометра данного типа была описана в 1450 г. Леоном Альберти (Италия).
Разработан в XIX веке Г. И. Вильдом. Применялся на метеостанциях более 100 лет.

## Типы выпускаемых[3]в 2007 г. флюгеров Вильда
- с легкой доской (ФВЛ), для ветра со скоростью от 1 до 20 м/с
- с тяжёлой доской (ФВТ), для ветра со скоростью от 4 до 40 м/с

## Изображение
Схематичное изображение флюгера Вильда использовался Санкт-Петербургским Гидрометеоиздатом в качестве логотипа.